# サミュエル・ブラウン (市長)
サミュエル・ブラウン（Samuel Brown、1845年 - 1909年）は、ニュージーランドの政治家・実業家。
1845年にアイルランド島で生まれた。1862年にニュージーランドに移住し、最初にダニーデンから徒歩でやってきてインバーカーギルに定住した。 Hallenstien and Co's社の最初の事業を設立した。1864年にウェリントンに引っ越して、事業を始め、ウェリントン蒸気路面鉄道、ウェリントン・マナワツ鉄道会社中枢部及びトンネル事業を担当し、ミッドランド・アンド・ウエストランド鉄道建設にも関わった。ウェリントン・ガス事業 (the Wellington Gas Works)、マギニティ・ストリート・ドリル・シェド(the Maginnity Street drill shed)を設立し、ケープ・フェアウェル最初の灯台を建設した。。木材や石炭を扱うS・ブラウン・アンド・サンズ有限株式会社(S Brown and Sons Limited)社長も務めた。同社はウェリントン到着後直ぐに設立した会社である。ウェリントン・ボウリング・クラブ及びフリーメイソンの会員であった。また、フォックストンに基点に、木材や亜麻事業も所有し、その事業の一環で小汽船Piaka を保有していた。
1879年から1885年にウェリントン市議会議員、1887年から1888年にウェリントン市長を務めた。ウェリントン港委員会及びウェリントン・カレッジ委員会委員、1896年のウェリントン産業展を推進するためのウェリントン工業会初代会長も務めた。また一時的に仲裁裁判所において雇用者代表も務めた。また、ブラウンの努力により、ウェリントン高校には工業会からの資金援助が行われた。
4人の息子がおり、一人娘は市の弁護士ジョン・オシェイと結婚した。短い闘病後、1909年8月14日にウェリントンのハンソン通りにある自宅で死亡し、ウェリントン、シドニー通り墓地に埋葬された。